# Невинский, Георгий Александрович
Георгий Александрович Неви́нский (род. 25 января 1951 года, Северодвинск) — советский и российский биохимик. Заведующий лабораторией ферментов репарации Института химической биологии и фундаментальной медицины СО РАН. Область научных интересов — биокатализ, ферменты, каталитически активные антитела, ДНК, белково-нуклеиновые взаимодействия.

## Биография
Родился 25 января 1951 года в Северодвинске (Архангельская область). В 1971 году — окончил Новосибирский государственный университет по специальности «химия».
с 1971 по 1974 — аспирант НГУ
с 1974 по 1979 — преподаватель НГУ
с 1981 по 1989 — доцент НГУ
с 1989 по настоящее время — профессор НГУ
Работал в лаборатории химии нуклеиновых кислот Новосибирского института органической химии (НИОХ).
В 1991 году защитил диссертацию на соискание ученой степени доктора химических наук по специальности «Биоорганическая химия» (02.00.10) на тему «Закономерности взаимодействия ДНК-полимераз с матрицами, праймерами и нуклеотидами». В 1994 году присвоено ученое звание профессора.
Г. А. Невинский более 30 лет читал курс лекций по органической химии студентам СУНЦ НГУ (до 2009 года), читает курс «Биокатализ» студентам кафедры молекулярной биологии ФЕН НГУ.
Женат. Имеет дочь и сына.

## Достижения
Профессором Невинским опубликовано более двухсот научных работ, в том числе несколько обзоров и монографий. Под его руководством защищено 17 кандидатских диссертаций.
- премия Ленинского комсомола (1984) — за работу «Внерибосомный этап реализации генетического кода: структурно-функциональный анализ аминоацил-тРНК-синтетаз, тРНК и их взаимодействия»
- премия Международного издательства «Наука» (МАИК) (1999) — за лучшую статью года
- Государственная премия РФ (1999) — за работу «Производные олигонуклеотидов — биологически активные вещества и инструменты исследования белково-нуклеиновых взаимодействий» совместно с А. Г. Веньяминовой, В. В. Власовым, Д. М. Грайфером, В. Ф. Зарытовой, Е. М. Ивановой, Г. Г. Карповой, Л. А. Якубовым
- в 1995—2000 годах — присуждено звание Соросовского профессора, в 2000 году — звание Соросовского учителя
- в 1994—2002 годах — Стипендиат Государственной стипендии для ведущих ученых России
- с 2000 года — Член редакционной коллегии Международного журнала «Medical Science Monitor»

Является членом ученого совета Института цитологии и генетики СО РАН.

### Обзоры
1. Karataeva NA, Nevinsky GA. Enzymes phosphorylating lipids and polysaccharides // Biochemistry (Mosc). — 2007. — Т. 72, № 4. — С. 367—79. PMID 17511601
2. Baranovskii AG, Buneva VN, Nevinsky GA. Human deoxyribonucleases // Biochemistry (Mosc). — 2004. — Т. 69, № 6. — С. 587—601. PMID 15236597
3. Zharkov DO, Ishchenko AA, Douglas KT, Nevinsky GA. Recognition of damaged DNA by Escherichia coli Fpg protein: insights from structural and kinetic data // Mutat Res. — 2003. — № 531. — С. 141—56. PMID 14637251
4. Nevinsky GA, Buneva VN. Catalytic antibodies in healthy humans and patients with autoimmune and viral diseases // J Cell Mol Med. — 2003. — Т. 7, № 3. — С. 265—76. PMID 14594551
5. Vasilenko NL, Nevinsky GA. Pathways of accumulation and repair of deoxyuridine residues in DNA of higher and lower organisms // Biochemistry (Mosc). — 2003. — Т. 68, № 2. — С. 135—51. PMID 12693959
6. Nevinsky GA, Buneva VN. Human catalytic RNA- and DNA-hydrolyzing antibodies // J Immunol Methods. — 2002. — № 269. — С. 235—49. PMID 12379364
7. Tarrago-Litvak L, Andreola ML, Fournier M, Nevinsky GA, Parissi V, de Soultrait VR, Litvak S. Inhibitors of HIV-1 reverse transcriptase and integrase: classical and emerging therapeutical approaches // Curr Pharm Des. — 2002. — Т. 8, № 8. — С. 595—614. PMID 11945161
8. Kanyshkova TG, Buneva VN, Nevinsky GA. Lactoferrin and its biological functions // Biochemistry (Mosc). — 2001. — Т. 66, № 1. — С. 1—7. PMID 11240386
9. Nevinsky GA, Kanyshkova TG, Buneva VN. Natural catalytic antibodies (abzymes) in normalcy and pathology // Biochemistry (Mosc). — 2000. — Т. 65, № 11. — С. 1245—55. PMID 11112840
10. Nevinsky GA, Semenov DV, Buneva VN. Catalytic antibodies (abzymes) induced by stable transition-state analogs // Biochemistry (Mosc). — Т. 65, № 11. — С. 1233—44. PMID 11112839
11. Bugreev DV, Nevinsky GA. Possibilities of the method of step-by-step complication of ligand structure in studies of protein-nucleic acid interactions: mechanisms of functioning of some replication, repair, topoisomerization, and restriction enzymes // Biochemistry (Mosc). — 1999. — Т. 64, № 3. — С. 237—49. PMID 10205294
12. Tarrago-Litvak L, Andréola ML, Nevinsky GA, Sarih-Cottin L, Litvak S. The reverse transcriptase of HIV-1: from enzymology to therapeutic intervention // FASEB J. — 1994. — Т. 8, № 8. — С. 497—503.PMID 7514143

### Монографии
1. Nevinsky G. A., Favorova O. O., Buneva V. N. Catalytic antibodies: New characters in the protein repertoire. Protein-protein interactions. A molecular cloning manual. — Ed. by Golemis. — Cold Spring Harbor, New York: Cold Spring Harbor Lab. Press, 2002. — С. 523—534.